# Jabrud (dystrykt)
Jabrud (arab. منطقة يبرود) – jedna z 10 jednostek administracyjnych drugiego rzędu (dystrykt) muhafazy Damaszek w Syrii. Jest położona w południowej części kraju. Graniczy od wschodu z dystryktem An-Nabk, od południa z dystryktami Al-Kutajfa i At-Tall, od zachodu z Libanem, a od północy z Libanem i z dystryktem An-Nabk.
W 2004 roku dystrykt zamieszkiwało 48 370 osób.